# ТЕС Айка
47°5′46″ пн. ш. 17°33′34″ сх. д. / 47.09611° пн. ш. 17.55944° сх. д.
ТЕС Айка – теплова електростанція на заході Угорщини у медьє Веспрем.
Станцію спорудили для забезпечення потреб розташованого поряд алюмінієвого комбінату. Генерація енергії почалась тут в 1943-му, а до 1947-го на майданчику ТЕС працювали шість котлів, від яких живились три парові турбіни загальною потужністю 56 МВт. У 1958-му до них додали ще один котел та одну турбіну. ТЕС спорудили з розрахунку на використання місцевого ресурсу бурого вугілля. Видача продукції відбувалась по ЛЕП, розрахованій на роботу під напругою 120 кВ.
В 1962-му стала до ладу друга черга, яка мала п’ять котлів та три конденсаційні парові турбіни потужністю по 30 МВт.
Станом на початок 2000-х через зниження попиту на теплову енергію всі сім котлів першої черги, а також турбіну №1 вивели з експлуатації. При цьому екстракційні турбіни №2, №3 та №4 потужністю 12,4 МВт, 19 МВт та 10,2 МВт відповідно продовжували працювати, отримуючи пару від котлів другої черги (з них турбіни №2 та №4 виконували функцію резерву). 
В подальшому два з котлів другої черги перевели на біомасу, чого було достатньо для забезпечення роботи однієї турбіни потужністю 30 МВт. 
Окрім забезпечення промисловості паром, станція також постачає тепло для системи централізованого опалення міста Айка.
В 2017 році ТЕС придбала французька компанія Veolia.